# Pokrajine v Turčiji
Turčija je s cenzusom razdeljena na sedem pokrajin (bölgesi). Pokrajine so namenjene statistični obravnavi in se ne nanašajo na administrativno delitev. Spodaj so naštete pokrajine s pripadajočimi provincami.

## Egej (Ege Bölgesi)
- Afyonkarahisar (provinca)
- Aydın (provinca)
- Denizli (provinca)
- İzmir (provinca)
- Kütahya (provinca)
- Manisa (provinca)
- Muğla (provinca)
- Uşak (provinca)

## Črno morje (Karadeniz Bölgesi)
- Amasya (provinca)
- Artvin (provinca)
- Bartın (provinca)
- Bayburt (provinca)
- Bolu (provinca)
- Çorum (provinca)
- Düzce (provinca)
- Giresun (provinca)
- Gümüşhane (provinca)
- Karabük (provinca)
- Kastamonu (provinca)
- Ordu (provinca)
- Rize (provinca)
- Samsun (provinca)
- Sinop (provinca)
- Tokat (provinca)
- Trabzon (provinca)
- Zonguldak (provinca)

## Osrednja Anatolija (İç Anadolu Bölgesi)
- Aksaray (provinca)
- Ankara (provinca)
- Çankırı (provinca)
- Eskişehir (provinca)
- Karaman (provinca)
- Kayseri (provinca)
- Kırıkkale (provinca)
- Kırşehir (provinca)
- Konya (provinca)
- Nevşehir (provinca)
- Niğde (provinca)
- Sivas (provinca)
- Yozgat (provinca)

## Vzhodna Anatolija (Doğu Anadolu Bölgesi)
- Ağrı (provinca)
- Ardahan (provinca)
- Bingöl (provinca)
- Bitlis (provinca)
- Elazığ (provinca)
- Erzincan (provinca)
- Erzurum (provinca)
- Hakkâri (provinca)
- Iğdır (provinca)
- Kars (provinca)
- Malatya (provinca)
- Muş (provinca)
- Tunceli (provinca)
- Van (provinca)

## Marmara (Marmara Bölgesi)
- Balıkesir (provinca)
- Bilecik (provinca)
- Bursa (provinca)
- Çanakkale (provinca)
- Edirne (provinca)
- İstanbul (provinca)
- Kırklareli (provinca)
- Kocaeli (provinca)
- Sakarya (provinca)
- Tekirdağ (provinca)
- Yalova (provinca)

## Sredozemlje (Akdeniz Bölgesi)
- Adana (provinca)
- Antalya (provinca)
- Burdur (provinca)
- Hatay (provinca)
- Isparta (provinca)
- Kahramanmaraş (provinca)
- Mersin (provinca)
- Osmaniye (provinca)

## Jugovzhodna Anatolija (Güneydoğu Anadolu Bölgesi)
- Adıyaman (provinca)
- Batman (provinca)
- Diyarbakır (provinca)
- Gaziantep (provinca)
- Kilis (provinca)
- Mardin (provinca)
- Şanlıurfa (provinca)
- Siirt (provinca)